# 취안저우 야신 FC
취안저우 야신 FC(중국어: 泉州亚新足球俱乐部)는 현재 중국 을급리그에 참가하고 있는 중국의 프로 축구단이다. 팀은 푸젠성 취안저우시에 연고를 두고 있다.

## 역사
취안저우 아다모어 FC라는 이름으로 2019년 3월 8일에 창단 되었다. 구단은 2020년에 중국 챔피언스 리그에 참가하여 중국 을급리그로 승격되었다. 2021년에 클럽 이름을 취안저우 야신 FC로 변경했다.

## 선수 명단

### 현역
- 가오밍이(2023 ~ )